# Charles-Edmond Perrin
Charles-Edmond Perrin (* 18. Oktober 1887 in Château-Salins; † 13. Februar 1974 in Paris) war ein französischer Mediävist.

## Biografie
Charles-Edmond Perrin wurde in Lothringen geboren, als dieses zum Deutschen Kaiserreich gehörte. Sein Studium absolvierte er an der École normale supérieure in Paris. Seine Agrégation erhielt er 1911. Nach einer Thesis in mittelalterlicher Geschichte unterrichtete er in Grenoble, an der Universität Straßburg, dann in Paris. Als Professor an der Sorbonne wurde er Mitglied der Académie des Inscriptions et Belles-Lettres und 1950 deren Präsident. Sein bekanntester Schüler ist Georges Duby, befreundet war er mit Marc Bloch, dessen Biografie er schrieb.

## Schriften
- Essai sur la fortune immobilière de l’abbaye alsacienne de Marmoutier aux Xe et XIe siècles (= Collection d’études sur l’histoire du droit et des institutions de l’Alsace. 10, ZDB-ID 433147-3). Heitz et Cie, Strasbourg 1935.
- Recherches sur la seigneurie rurale en Lorraine. D’après les plus anciens censiers (IXe–XIIe siècle) (= Publications de la Faculté des Lettres de l'Université de Strasbourg. Série in-8°. 71, ZDB-ID 761184-5). Les Belles Lettres, Paris 1935.
- L’oeuvre historique de Marc Bloch. In: Revue historique. Jahrgang 72, Band 199, 1948, S. 161–188.
- L’ Allemagne, l’Italie et la Papauté de 1125 à 1250. 2 Bände. Centre de Documentation Universitaire, Paris 1949, (Maschinenschriftlich vervielfältigt).
- Trois provinces de l’Est. Lorraine, Alsace, Franche-Comté (= Publications de la Société savante d’Alsace et des régions de l’Est. 6, ZDB-ID 416539-1). Le Roux, Strasbourg u. a. 1957.
- La Seigneurie rurale en France et en Allemagne du début du IXe à la fin du XIIe siècle. 3 Bände. Centre de Documentation Universitaire, Paris 1951–1952, (Maschinenschriftlich vervielfältigt; mehrere Auflagen);
  - Band 1: Les antécédents du régime domanial. La villa de l'époque carolingienne. 1951;
  - Band 2: La consolidation de la seigneurie rurale du IXe au XIe siècle. Immunité et servage. 1951;
  - Band 3: Les transformations de la seigneurie rurale dans le courant du XIIe siècle. 1952.
- Ferdinand Lot. L’homme et l’œuvre. In: Recueil des travaux historiques de Ferdinand Lot (= Centres de recherches d’histoire et de philologie de la IVe section de l’École pratique des hautes études. 5: Hautes Études médiévales et modernes. 4, ISSN 0073-0955). Band 1. Droz u. a., Genf u. a. 1968, S. 3–118.